# 交通遺児育英会
公益財団法人交通遺児育英会（こうつういじいくえいかい）は、交通事故で保護者を亡くしたり、又は著しい重度障がいにより就労が困難となった方の子どもに対し、学資を無利子で貸与(一部給付)して、教育の機会均等を図り、社会有用の人材を育成することを目的としている組織。
2011年4月1日に公益財団法人に移行。

## 概要
1967年（昭和42年）、モータリゼーションの進展による交通事故被害者の急増を背景に設立された「交通事故遺児を励ます会」の提唱で、交通遺児救済策の一つとして母親たちの切なる願いである高校進学を支援する運動が進められ、盛り上がる世論を背景に、「政府は育英財団の設立と助成に配慮すべきである」という異例の国会決議があり、閣議はこれを了承して、昭和44年5月2日、財団法人「交通遺児育英会」は設立。
その後公益法人制度改革3法の施行に伴い、平成23年(2011年)4月1日に公益財団法人に移行する。

## 由来
1979年（昭和54年）に「あしながおじさん奨学金制度」を開始し、交通遺児を支援する寄付者を性別や年齢、個人・団体・法人を問わず『あしながおじさん』と称する。「あしながおじさん」は、孤児院のお茶目な少女と、名も明かさずにその子の大学進学をささえ続けた人物との心温まる交流を描いた、アメリカの女流作家ジーン・ウェブスターの小説『あしながおじさん』(Daddy Long Legs ) に拠る。

## 事業

### 奨学金
高校、高専、大学、短大、大学院、専修・各種学校生に奨学金を無利子で貸与し、令和2年から大学、短大等の奨学生に月額上限2万円を給付する。令和5年4月から高校・高専の奨学生に月1万円の給付を開始した。
設立以来、56年間に、58,556人に累計584億円を貸与（一部給付を含む）し、高等学校・大学・大学院・専修学校・各種学校を卒業した方は51,685人、令和6年度末の在学奨学生は高校（高専）生が272人、大学生・短大生461人、大学院生23人、専修学校生91人、各種学校生2人、計849人で、同年度の入学一時金・準備金を含む奨学金貸与（一部給付を含む）総額は4億9,500万円でした。

### 奨学金返還
奨学金の貸与が終了して6か月を経てから、貸与された奨学金と入学一時金の返還が開始され20年以内で月賦、半年賦、年賦などの割賦返還を予定する。
奨学金・入学一時金には利息は付さない。事情により返還を猶予、あるいは免除することがある。2017年度（平成29年度）から特別支援学校の卒業者等や生活保護を受けている元奨学生、2020年度（令和2年度）から住民税非課税者である元奨学生、それぞれ貸与金返還の免除措置を実施する。

### 修学支援金給付
- 家賃補助 - 学生寮「心塾」に入塾せず、賃貸住居から通学する奨学生（高校奨学生を除く）に、月額1万5千円の家賃補助を行う。
- 進学受験費用補助 - 2017年度（平成29年度）より、高校奨学生を対象として、上級学校（大学や専門学校等）を受験する場合の受験料を補助しているが、２０２５年(令和７年)４月から上限枠を倍増した。（上限10万円）。
- 自動車運転免許取得費用補助 - 2018年度（平成30年度）より、｢普通自動車第一種運転免許｣および「準中型自動車第一種運転免許」の取得費用の半額補助を開始（上限15万円）。
- 簿記（日商簿記検定）、新生児蘇生法などの医療系、マイクロソフト オフィス スペシャリスト(MOS)などのIT係、電気工事士、宅地建物取引士(宅建)、調理師、ファイナンシャルプランナー技能試験といった各分野の主要な資格を補助対象として拡大。これらの補助は、受験回数、金額に上限を設けず全額給付。
- 令和6年4月より英語検定試験の補助に加え、令和7年度からフランス語、ドイツ語、スペイン語、中国語、韓国語、ロシア語、イタリア語の7言語（13検定対象）を新たに加えた。こちらも受験回数や費用に上限は設けず全額給付。また、日本漢字能力検定（漢検）、実用数学技能検定（数検）も全額補助対象とした。

### 指導と育成
指導・育成活動で奨学生に対し、成績、生活状況の把握と指導を行う。また高校奨学生を対象とする。
- 高校奨学生と保護者のつどい - 地域、ブロックごとに、交通遺児家庭の親子が一堂に会し、進路、悩み、夢などを語り合う。
- 海外語学研修事業（夏季休業）- 英会話能力の向上および国際化時代に対応できる人材になる動機づけを目的とし、選抜した高校奨学生（約30人）を主に米国などに3週間派遣する。

### 学生寮「心塾」
地方出身の交通遺児が、経済的、精神的に安心して首都圏、関西圏の大学等に通うために開設され、塾生の就職支援などを目的とし、文章、スピーチ、読書感想文、パソコン、英会話などの講座や塾生と地域住人の交流行事を実施している。
- 東京学生寮 - 日野市に所有し、寮費は朝夕2食付きで月1万円で、1978年（昭和53年）の開設以降800名以上の卒塾生を送り出した。老朽化で2022年（令和4年）から建て替え工事に着手して2024年（令和6年）4月に新規開設をした。
- 関西学生寮 - 借上げ方式で、おもに大阪市内や京都市内にある民間の学生会館20数か所を借上げて貸与する。寮費は朝夕2食付きで月1万5千円から2万5千円。

### 交通安全運動、広報
- 無料出張講演 - ドライバーの安全意識の向上、交通事故減少に寄与することを目的として、自動車学校の教官研修会や運転業務従事者の多い運輸会社・タクシー会社の研修会、各地の高等学校での交通安全講習等で無料出張講演を実施する。講演では、奨学生やその保護者が自らの体験を語る。
- 冊子配布 - 講演記録から制作・発行した小冊子を、無料出張講演や企業・団体訪問時などに配布し、交通遺児家庭の理解促進と交通安全の大切さを訴求する。
- 広報紙「君とつばさ」 - 行事、奨学生や保護者の生活、「あしながおじさん」ら支援者の声などを掲載し、年5回交通遺児、保護者、支援者らの親睦目的で発行する。

## 役員･評議員･顧問
2025年（令和7年）
| 理事・監事（令和7年6月26日現在）     | 理事・監事（令和7年6月26日現在） | 理事・監事（令和7年6月26日現在） | 理事・監事（令和7年6月26日現在） |
| ------------------------------------ | -------------------------------- | -------------------------------- | --- |
| 代表理事                             | 会長                             | 石橋 健一                        | - 公益財団法人交通遺児育英会常勤役員 - 前公益財団法人交通遺児育英会理事長                                                                                     |
| 代表理事                             | 理事長                           | 小栗 洋                          | - 公益財団法人交通遺児育英会常勤役員 - 元全国高等学校長協会会長 - 元公益財団法人交通遺児育英会監事 - 元財団法人交通遺児育英会評議員・元同奨学生選考委員会委員 |
| 業務執行理事                         | 専務理事                         | 大屋 克文                        | - 公益財団法人交通遺児育英会常勤役員 - 公益財団法人交通遺児育英会事務局長                                                                                     |
|                                      | 理事                             | 小出 秀文                        | - 日本私立大学協会常務理事・事務局長 - 日本私立大学団体連合会参与 - 公益財団法人交通遺児育英会奨学生選考委員会委員 - 元公益財団法人交通遺児育英会評議員       |
|                                      | 理事                             | 小林 光俊                        | - 敬心学園理事長 - 全国専修学校各種学校総連合会顧問 - 前全国専修学校各種学校総連合会会長 - 公益財団法人交通遺児育英会奨学生選考委員会委員                     |
|                                      | 理事                             | 佐藤 一成                        | - 前公益財団法人交通遺児育英会奨学課長 |
|                                      | 理事                             | 芝 紀代子                        | - 文京学院大学大学院名誉教授 - 元東京医科歯科大学大学院教授                                                                                                   |
|                                      | 理事                             | 壷内 明                          | - 元全日本中学校長会会長 - 元聖徳大学大学院教授 - 元財団法人交通遺児育英会評議員 - 元公益財団法人交通遺児育英会奨学生選考委員会委員                           |
|                                      | 理事                             | 長沼 良行                        | - 公益財団法人公益法人協会常務理事 - 前公益財団法人交通遺児育英会評議員                                                                                       |
|                                      | 理事                             | 花上 嘉成                        | - 元一般財団法人東武博物館運営理事・名誉館長 - 公益財団法人メトロ文化財団評議員 - 公益財団法人交通遺児育英会奨学生選考委員会委員長                            |
|                                      | 理事                             | 吉野 雅山                        | - 公益財団法人東海交通遺児を励ます会会長 - 吉正運輸倉庫株式会社顧問                                                                                           |
|                                      | 監事                             | 宮本 久也                        | - 全国高等学校長協会事務局長 - 元公益財団法人交通遺児育英会評議員                                                                                             |
|                                      | 監事                             | 森井 通世                        | - 公認会計士 - 元中央青山監査法人代表社員 - 公益財団法人交通遺児育英会評議員選定委員会委員                                                                    |
|                                      |                                  |                                  | |
| 特別顧問・顧問 （令和7年6月5日現在） |                                  |                                  | |
| 特別顧問                             | 菅谷 定彦                        | 菅谷 定彦                        | 前交通遺児育英会会長 |
| 顧問                                 | 稲葉 延雄                        | 稲葉 延雄                        | 日本放送協会会長 |
| 顧問                                 | 小林 健                          | 小林 健                          | 日本商工会議所会頭 |
| 顧問                                 | 筒井 義信                        | 筒井 義信                        | 日本経済団体連合会会長 |
| 顧問                                 | 新浪 剛史                        | 新浪 剛史                        | 経済同友会代表幹事 |
| 顧問                                 | 村井 嘉浩                        | 村井 嘉浩                        | 全国知事会会長 |

| 評議員 （令和7年6月26日現在） | 評議員 （令和7年6月26日現在）                                                                       |
| ----------------------------- | --------------------------------------------------------------------------------------------------- |
| 秋山 智昭                     | 弁護士                                                                                              |
| 井谷 昌喜                     | 元読売新聞編集局記者 公益財団法人交通遺児育英会心塾読書感想文講座講師                               |
| 入谷 誠                       | 一般財団法人全日本交通安全協会専務理事                                                              |
| 岩井 絹江                     | 学校法人渡辺学園東京家政大学常務理事                                                                |
| 片山 幸士                     | 人間環境大学名誉教授                                                                                |
| 甲谷 恵                       | 公益社団法人北海道交通安全推進委員会筆頭副会長兼事務局長                                            |
| 神谷 俊広                     | 前一般社団法人全国ハイヤー・タクシー連合会理事長                                                    |
| 坂下 嬢子                     | 日本私立大学団体連合会事務局長                                                                      |
| 笹尾 勝                       | 社会福祉法人全国社会福祉協議会参与                                                                  |
| 塩崎 一馬                     | 公益財団法人三井住友海上福祉財団専務理事                                                            |
| 重 政子                       | 特定非営利活動法人持続可能な開発のための教育推進会議相談役 公益財団法人ボーイスカウト日本連盟評議員 |
| 曽山 茂志                     | 株式会社西日本新聞社執行役員北九州本社代表兼北九州本社編集部長                                      |
| 髙橋 康弘                     | 株式会社日刊自動車新聞社専務取締役                                                                  |
| 冨田 悟史                     | 全日本自動車産業労働組合総連合会副事務局長                                                          |
| 中田 晃                       | 一般社団法人公立大学協会常務理事・事務局長                                                          |
| 野田 聖子                     | 弁護士                                                                                              |
| 濱 隆司                       | 前独立行政法人自動車事故対策機構理事長 株式会社ＨＡ２未来総合研究所代表取締役社長                   |
| 原田 大五郎                   | 全国専修学校各種学校総連合会事務局長                                                                |
| 冨士道 正尋                   | 全日本中学校長会事務局長                                                                            |
| 松田 博英                     | 株式会社河北新報社東京支社長                                                                        |
| 宮本 信之                     | 全国高等学校長協会事務局次長                                                                        |
| 安田 厚子                     | 三重県交通遺児を励ます会会長 公益社団法人みえ犯罪被害者総合支援センター顧問                         |
| 柳田 裕美                     | 一般財団法人広島市母子寡婦福祉連合会監事 元一般財団法人広島市母子寡婦福祉連合会副会長・母子部長     |
| 山口 真人                     | 元株式会社JAFメディアワークス代表取締役社長 元一般社団法人日本自動車連盟理事・広報部長              |